# 1987-es Tour de France
Az 1987-es Tour de France volt a 74. francia körverseny. 1987. július 1-je és július 26-a között rendezték. A 25 szakaszra osztott verseny 4 231 kilométer hosszú volt, a győztes Stephen Roche 36,645 km/óra átlagsebességgel teljesítette.

## Végeredmény
|    | Versenyző             | Csapat                 | Idő             |
| -- | --------------------- | ---------------------- | --------------- |
| 1  | Stephen Roche         | Carrera Jeans-Vagabond | 115 óra 27' 42" |
| 2  | Pedro Delgado         | PDM-Concorde           | 40"             |
| 3  | Jean-François Bernard | Toshiba-La Vie Claire  | 2' 13"          |
| 4  | Charly Mottet         | Système U              | 6' 40"          |
| 5  | Luis Herrera          | Cafe de Colombia       | 9' 32"          |
| 6  | Fabio Parra           | Cafe de Colombia       | 16' 53"         |
| 7  | Laurent Fignon        | Sytème U               | 18' 24"         |
| 8  | Anselmo Fuerte        | BH                     | 18' 33"         |
| 9  | Raúl Alcalá           | 7-Eleven               | 21' 49"         |
| 10 | Marino Lejarreta      | Orbea                  | 26' 13"         |

## Szakasz eredmények
| Szakasz | Dátum      | Útvonal                                   | Táv (km) | Győztes                | Sárga trikós          |
| ------- | ---------- | ----------------------------------------- | -------- | ---------------------- | --------------------- |
| Prológ  | Július 1.  | Nyugat-Berlin (GER) Egyéni időfutam       | 6.1      | Jelle Nijdam           | Jelle Nijdam          |
| 1.      | Július 2.  | Nyugat-Berlin körverseny                  | 105.5    | Nico Verhoeven         | Lech Piasecki         |
| 2.      | Július 2.  | Nyugat-Berlin Csapatidőfutam              | 40.5     | Carrera                | Lech Piasecki         |
| 3.      | Július 4.  | Karlsruhe - Stuttgart                     | 219      | Acacio da Silva        | Erich Mächler         |
| 4.      | Július 5.  | Stuttgart - Pforzheim                     | 79       | Herman Frison          | Erich Mächler         |
| 5.      | Július 5.  | Pforzeim - Strasbourg                     | 112.5    | Marc Sergeant          | Erich Mächler         |
| 6.      | Július 6.  | Strasbourg - Épinal                       | 169      | Christophe Lavainne    | Erich Mächler         |
| 7.      | Július 7.  | Épinal - Troyes                           | 211      | Manuel Jorge Domínguez | Erich Mächler         |
| 8.      | Július 8.  | Troyes - Épinay-sous-Sénart               | 205.5    | Jean-Paul van Poppel   | Erich Mächler         |
| 9.      | Július 9.  | Orléans - Renazé                          | 260      | Adri van der Poel      | Erich Mächler         |
| 10.     | Július 10. | Saumur - Futuroscope Egyéni időfutam      | 87.5     | Stephen Roche          | Charly Mottet         |
| 11.     | Július 11. | Poitiers - Chaumeil                       | 255      | Martial Gayant         | Martial Gayant        |
| 12.     | Július 12. | Brive-la-Gaillarde - Bordeaux             | 228      | Davis Phinney          | Martial Gayant        |
| 13.     | Július 13. | Bayonne - Pau                             | 219      | Erik Breukink          | Charly Mottet         |
| 14.     | Július 14. | Pau - Luz Ardiden                         | 166      | Dag Otto Lauritzen     | Charly Mottet         |
| 15.     | Július 15. | Tarbes - Blagnac                          | 164      | Rolf Gölz              | Charly Mottet         |
| 16.     | Július 16. | Blagnac - Millau                          | 216.5    | Régis Clère            | Charly Mottet         |
| 17.     | Július 17. | Millau - Avignon                          | 239      | Jean-Paul van Poppel   | Charly Mottet         |
| 18.     | Július 19. | Carpentras - Mont Ventoux Egyéni időfutam | 36.5     | Jean-François Bernard  | Jean-François Bernard |
| 19.     | Július 20. | Valréas - Villard-de-Lans                 | 185      | Pedro Delgado          | Stephen Roche         |
| 20.     | Július 21. | Villard-de-Lans - Alpe d’Huez             | 201      | Federico Echave        | Pedro Delgado         |
| 21.     | Július 22. | Le Bourg-d'Oisans - La Plagne             | 185.5    | Laurent Fignon         | Pedro Delgado         |
| 22.     | Július 23. | La Plagne - Morzine                       | 186      | Eduardo Chozas         | Pedro Delgado         |
| 23.     | Július 24. | Saint-Julien-en-Genevois - Dijon          | 224.5    | Regis Clere            | Pedro Delgado         |
| 24.     | Július 25. | Dijon Egyéni időfutam                     | 38       | Jean-François Bernard  | Stephen Roche         |
| 25.     | Július 26. | Créteil - Párizs                          | 192      | Jeff Pierce            | Stephen Roche         |